# Langenberg (Dippach)
Das Langenberg ist eine 327,3 m hohe Erhebung und markiert die hessisch-thüringische Landesgrenze sowie die Flurgrenze zwischen der hessischen Stadt Heringen (Werra), Ortsteil Leimbach und der thüringischen Stadt Werra-Suhl-Tal, Ortsteile Abteroda, Gasteroda und Dippach im Wartburgkreis in Thüringen.
Der unbewaldete Langenberg wird seit Jahrhunderten landwirtschaftlich genutzt.
Über den Berg führte im Mittelalter ein Abzweig von der Hohen Strazza nach Dankmarshausen (Hohlwege im Gelände).